# Александровка (село, Мелеузовский район)
Алекса́ндровка (баш. Александровка) — село в Мелеузовском районе Башкортостана. Административный центр Александровского сельсовета.

## География
Село находится при впадении реки Кандышла в Нугуш.

### Географическое положение
Расстояние до:
- районного центра (Мелеуз): 25 км,
- ближайшей ж/д станции (Мелеуз): 25 км.

## Население
| 2002 | 2009 | 2010 |
| ---- | ---- | ---- |
| 604  | ↗625 | ↘520 |

### Национальный состав
Согласно переписи 2002 года, преобладающая национальность — русские (92 %).

## Религия
В селе есть православная церковь.